# Brèche Malgruben
La brèche Malgruben (en allemand Malgrubenscharte) est un col des Alpes de Stubai.
Le col se situe entre le Marchreisenspitze à l'est et le Malgrubenspitze à l'ouest. Il est l'un des passages les plus importants entre Axamer Lizum et la vallée du Schlick. Il est traversé par un sentier de randonnée.